# Duolandrevus balabacus
Duolandrevus balabacus är en insektsart som beskrevs av Otte, D. 1988. Duolandrevus balabacus ingår i släktet Duolandrevus och familjen syrsor. Inga underarter finns listade i Catalogue of Life.